# Louise Bussiere
Louise Bussiere, née le 7 août 2002 à Limoges, est une joueuse française de basket-ball. Elle évolue au poste d'arrière dans le club de Basket Landes

## Biographie

### Carrière en club
Elle commence sa carrière à Mondeville où elle prend part à la moitié des matchs lors de sa première saison pro. Elle ne peut éviter la relégation sportive de son club en fin de saison 2018-2019. En LF2, elle dispute presque tous les matchs de championnat et est l'une des joueuses majeures de Mondeville pendant 3 saisons où elle évolue aux côtés d'Aminata Gueye.
Elle rejoint Basket Landes en 2023 après 5 saisons passées à Mondeville. Après avoir atteint, la finale de LFB contre Villeneuve d’Ascq lors de sa première année dans l’élite du basket français. Elle devient championne de la Boulangère Wonderleague la saison suivante, en battant Tarbes en finale, après 3 matchs. On notera notamment la performance XXL de Louise Bussière lors de la première journée contre Charleville- Mézières, avec 27 points, 8 rebonds, 3 passes décisives et 5 interceptions en seulement 30 minutes de jeu, pour une évolution de 38. 

### Sélection nationale
Elle participe à la coupe du monde des moins de 19 ans en 2021, elle s'est distinguée en terminant quatrième meilleure marqueuse du tournoi avec une moyenne de 19,6 points par match.
En 2025, elle est convoquée pour la première fois en équipe de France 3x3.

## Palmarès

### En club
Championnat de France : 2025